# Henry Barrowe

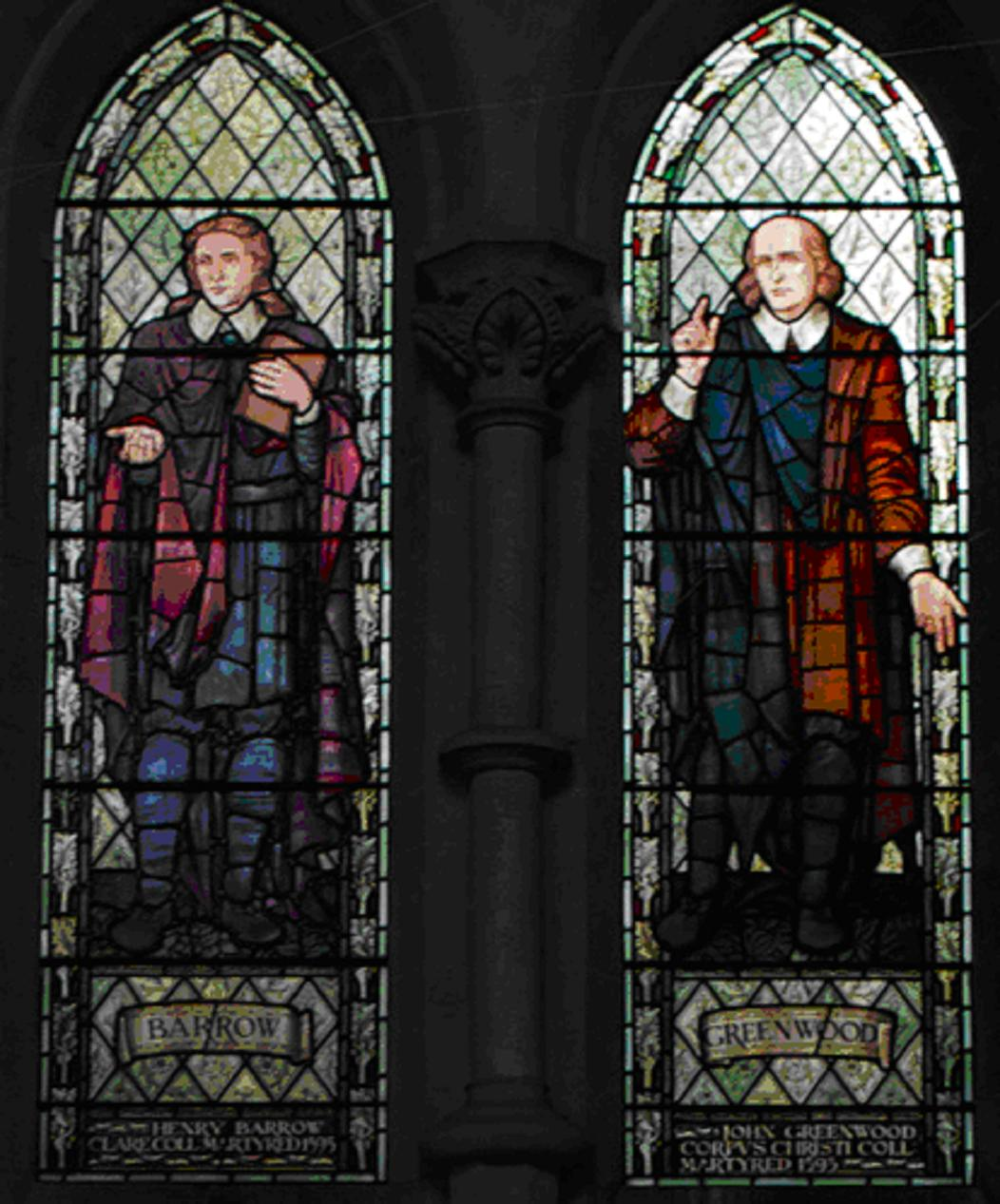
Henry Barrowe & John Greenwood (Emmanuel United Reformed Church, Cambridge)

Henry Barrowe (* um 1550 in Shipdam, Norfolk; † 6. April 1593 in Tyburn, London) war ein englischer Puritaner und separatistischer Kongregationalist.
Barrowe, dessen Familie in verwandtschaftlicher Beziehung zu Nicholas Bacon und wahrscheinlich zu John Aylmer, Bischof von London stand, immatrikulierte im November 1566 in Clare Hall, Cambridge und absolvierte sein BA 1570. Danach arbeitete er einige Zeit am Hof und war ab 1576 für einige Jahre Mitglied von Gray’s Inn.
Um 1580/81 gelangte er durch Studium und Meditation zu einer strengen Form des Puritanismus. Auf bisher unbekannte Weise nahm er Kontakt zu John Greenwood, dem Separatisten-Führer auf, dessen Ansichten er uneingeschränkt aufnahm. Obwohl er zu dieser Zeit nicht ständig in London lebte, stand er in enger Verbindung zu der Brüdergemeinde der „Separatisten“, bei deren geheimen Treffen ihn seine natürliche Ernsthaftigkeit und Sprachgewandtheit verdächtig machten.

## Die Brownisten
Die um 1581 von Robert Browne gegründete kongregationalistische Bewegung der Brownisten in England (und den Niederlanden), deren Leitung später Henry Barrowe übernahm, wollte die religiöse Überzeugung und Ausübung von jedem äußerlichen Zwang frei wissen. Sie verwarf daher jede kirchliche Organisation, die der Einzelgemeinde übergeordnet war. Deshalb wurde vor allem das Bischofsamt abgelehnt, das die anglikanische Kirche nach ihrer Trennung von Rom beibehalten hatte. Laien und Geistliche waren einander gleichgestellt. Auch Laien durften im Gottesdienst das Wort ergreifen. Dies war theologisch ermöglicht worden durch Martin Luthers Lehre vom Priestertum aller Gläubigen und Johannes Calvins Kirchenordnung, die von den Gemeindegliedern gewählte Kirchenälteste gleichberechtigt mit den Geistlichen und Lehrern an der Leitung der Kirche beteiligte (Vierämterlehre). Obwohl Browne von niederländischen Täufern beeinflusst war, behielt er die Kindertaufe bei als Zeichen der Übergabe der Kinder an Gott und die Gemeinde. Somit hatten die Kinder der Gläubigen am Bund mit Gott und den anderen Gemeindegliedern teil. Taufe und Abendmahl dienten der Selbstbestätigung der Gemeinden. Barrowe und Greenwood übernahmen diese Auffassungen. Die Brownisten verwarfen jede ritualisierte Gottesdienstform und jedes Gebetsformular. Nach Brownes Verständnis bestand die Kirche aus einzelnen Gemeinden (congregations, davon abgeleitet der Begriff Kongregationalismus), die sich durch den freiwilligen Zusammenschluss ihrer Glieder konstituierten. Sie verstanden sich als von Gott durch einen Bund oder Vertrag (covenant) mit ihm und untereinander verbunden und als unmittelbar Gott beziehungsweise Christus unterstellt (Theokratie; Föderaltheologie). Im Unterschied zu den Puritanern im engeren Sinn, die innerhalb der anglikanischen Kirche blieben, sie aber von allen "katholischen" Strukturelementen wie der Verwendung der lateinischen Sprache im Gottesdienst und liturgischer Gewänder "reinigen" (purify) wollten, trennten sich die Brownisten völlig von der Kirche von England, daher die Bezeichnung Separatisten. Ihre demokratische Kirchenordnung verlangte die Wahl der Pfarrer, Lehrer und Kirchenältesten durch die Gemeinde, der gegenüber diese verantwortlich waren. Barrowe und Greenwood wandelten dieses Modell leicht ab. Für sie leitete nicht die Gesamtheit der erwachsenen männlichen Gemeindeglieder die Kirchengemeinde. Vielmehr wählten diese den Pfarrer, die Lehrer und die Kirchenältesten, die dann in einem modifizierten Presbyterialsystem, einer repräsentativen Gemeindedemokratie, gemeinsam die Leitung der Gemeinde innehatten. Viele Separatisten emigrierten, in England verfolgt, in die Niederlande, wo John Robinson († 1625) sie reformierte. Später erlangten sie in England als Independents Duldung und Einfluss.

## Letzte Lebensjahre in Haft
Als Barrowe am 9. November 1586, vom Lande kommend, den im Clink-Gefängnis inhaftierten John Greenwood besuchte, wurde er verhaftet und vor den Erzbischof John Whitgift gebracht. Barrowe bestand auf der Illegalität der Gefangennahme, verweigerte sowohl den öffentlichen Eid als auch Zahlung einer Kaution und wurde in den Turm geworfen. Nach fast sechs Monaten Haft und verschiedenen Verhören vor dem High Commissioner wurde er zusammen mit John Greenwood im Mai 1587 wegen Renitenz offiziell angeklagt, da er die Teilnahme am anglikanischen Gottesdienst verweigerte, auf Grund eines Gesetzes, das eigentlich gegen die Katholiken erlassen worden war. Unter verschärftem Kerker wurde ihnen zur Auflage gemacht, als Zeichen ihrer Konformität eine hohe Kaution zu zahlen und bis auf weiteres im Fleet-Gefängnis zu verbleiben. Barrowe blieb etwa sechs Jahre – bis zu seinem Lebensende – im Gefängnis, zuweilen unter strengsten Haftbedingungen. Er wurde häufig verhört, einmal am 18. März 1588 im Whitehall-Palast vor dem Kronrat (Privy Council) als Ergebnis einer Petition an die Königin Elisabeth I. Dabei nutzte Barrowe einmal die Gelegenheit, energisch das Prinzip des Separatismus zu vertreten, indem er alle kirchlichen Zeremonien als Götzendienst und die Bischöfe als „Unterdrücker und Verfolger“ ablehnte.
Während seiner Kerkerhaft befand er sich in heftiger Diskussion mit Robert Browne (bis etwa 1588), der eine ansatzweise Ergebenheitsadresse an die Obrigkeit verfasst hatte und den Barrowe deshalb als Renegaten betrachtete. Daneben verfasste er zahlreiche engagierte Abhandlungen zur Verteidigung des Separatismus und Kongregationalismus, deren wichtigste waren:
- A True Description of the Visible Congregation of the Saints. 1589
- A Plain Refutation of Mr Gifford’s Booke, intituled A Short Treatise Gainst the Donatistes of England. 1590–1591
- A Brief Discovery of the False Church. 1590.

Um 1590 suchten die Bischöfe andere Mittel und Wege, um die Abtrünnigen Barrowe und Greenwood zu überzeugen oder zum Schweigen zu bringen. Sie sandten deshalb verschiedene puritanische Geistliche zu ihnen, die mit ihnen verhandeln sollten – vergeblich. Schließlich kam man in der Kirche überein, sie wegen „Kapitalverbrechen“, der Verteilung und Verbreitung aufrührerischer Bücher nach dem Gesetz zu verfolgen und anzuklagen.
Am 23. März 1593 wurden sie zum Tode durch Hängen verurteilt. Am Tag nach dem Urteil brachte man sie zur Hinrichtung, die plötzlich aufgeschoben wurde. Am 31. März erfolgte eine erneute Überführung zum Richtplatz, und nachdem bereits der Strick um ihren Hals gelegt war, wiederum ein Aufschub. Schließlich wurden sie am Morgen des 6. April erhängt.

## Bewertung
Das Gesamtmotiv aller Ereignisse bleibt teilweise im Dunkeln, jedoch belegen Quellen, dass Lord Treasurer Burghley versuchte, Barrowes Leben zu retten, und vom Vorgehen der Bischöfe John Whitgift und anderer enttäuscht war.
Ein dritter Puritaner, John Penry, blieb neben Barrowe und Greenwood zunächst unentdeckt, bis ihn der Vikar von Stepney erkannte, worauf er am 22. März 1593 inhaftiert und ins Poultry-Compter-Gefängnis verbracht wurde, wo anglikanische Priester ihn umzustimmen suchten, indem sie Penrys Autoritäten John Wyclif und Martin Luther zitierten. Dieser blieb aber bei seiner Überzeugung und widerstand Bischöfen und Geistlichen. Seine Forderung nach einem Disput mit seinen Vernehmern in Anwesenheit der Königin oder des Kronrats wurde abgelehnt; auch er wurde erhängt.

## Bedeutung
Nachdem Barrowe die Leitung der separatistischen Gemeinden von Browne übernommen hatte, nannten ihre Gegner sie längere Zeit Barrowisten (Barrowists). Trotz stärkster Verfolgung durch die englische Staatskirche breiteten sie sich aus. Unter der Führung von Oliver Cromwell besiegte das Heer der Independents im englischen Bürgerkrieg die Söldner von König Karl I. Der Verfassungsentwurf der Independents, Agreement of the People, von 1647 betonte als Folge demokratischer Tendenzen kraftvoll die Gleichheit aller Menschen. Um der Unterdrückung, insbesondere während des Wirkens von Erzbischof William Laud, zu entgehen, wanderten Zehntausende Kongregationalisten nach Nordamerika aus. Der Kirchenhistoriker M. Schmidt: „Nordamerika, das klassische Land des Kongregationalismus, erhielt seine kongregationalistische Grundstruktur, die in einer außergewöhnlichen Vollmacht der Einzelgemeinde durch fast alle evangelischen 'Konfessionen' (denominations) einschließlich der Lutheraner hindurchgeht, durch die große puritanische Einwanderung in Neuengland (als Folge der Laudschen Kirchenpolitik 1625-43).“ Die separatistischen Kongregationalisten, die 1620 die Plymouth Colony gründeten (Pilgerväter), wandten die in ihren Kirchengemeinden praktizierte demokratische Ordnung (congregational democracy) auch auf die Verwaltung der weltlichen Angelegenheiten ihres Gemeinwesens an.